# Скобцева Ірина Костянтинівна
Ірина Костянтинівна Скобцева (рос. Ирина Константиновна Скобцева; 22 серпня 1927, Тула, Російська РФСР — 20 жовтня 2020) — радянська і російська акторка. Заслужена артистка РРФСР (1965). Народна артистка РРФСР (1974).

## Життєпис
Закінчила Московський державний університет ім. М. В. Ломоносова (1952) та Школу-студію МХАТу (1955).
З 1956 р. працювала в Театрі-студії кіноактора.
Одна з найкрасивіших акторок радянського кінематографу. Блискуче дебютувала в кіно головною роллю Дездемони в екранізації п'єси Шекспіра «Отелло» (1955, реж. Сергій Юткевич). Знялася в декількох українських і російсько-українських кінокартинах. Зіграла близько вісімдесяти різнопланових ролей в кіно і серіалах. Знімалася, зокрема, у таких іменитих режисерів, як Георгій Данелія, Борис Барнет, Ельдар Рязанов, Сергій Бондарчук, Станіслав Говорухін, Володимир Меньшов, Леонід Квініхідзе, Григорій Рошаль, Володимир Бортко-мол., Володимир Басов, Микола Мащенко, Григорій Кохан, Євген Матвєєв, Ігор Таланкін, Марк Орлов та ін.
З 1971 року — педагог акторської майстерності у ВДІК (майстерня С. Ф. Бондарчука), з 1977 року — доцент.
Пішла з життя 20 жовтня 2020 року.
Родина:
- Другий чоловік: Сергій Бондарчук(1920—1994) — радянський актор, кінорежисер, сценарист. Народний артист СРСР (1952). Лауреат Ленінської (1960), Сталінської премії I ступеня (1952) і Державної премії СРСР (1984), володар кінопремії «Оскар» (1969).
  - Дочка: Бондарчук Олена Сергіївна (1962—2009) — радянська і російська акторка театру і кіно.
    - Онук: Костянтин Крюков (нар. 1985) — російський кіноактор, продюсер, ювелір, художник.
      - Правнучка: Юлія Крюкова (нар. 2007).

  - Син: Бондарчук Федір Сергійович (нар. 1967) — радянський і російський актор, режисер, сценарист, кліпмейкер, телеведучий, ресторатор.
    - Онук: Сергій Федорович Бондарчук (молодший) (нар. 1991).
      - Правнучка: Маргарита Сергіївна (нар. 2012).
      - Правнучка: Віра Сергіївна (нар. 2014).

    - Внучка: Варвара Федорівна Бондарчук (нар. 1999).

## Визнання і нагороди
- Заслужена артистка РРФСР (26.11.1965) — за заслуги в області радянського кіномистецтва
- Народна артистка РРФСР (28.03.1974) — за заслуги в області радянського кіномистецтва
- Орден Дружби (25.08.1997) — за заслуги перед державою, вагомий внесок у зміцнення дружби і співпраці між народами, багаторічну плідну діяльність у галузі культури і мистецтва
- Орден Пошани (03.05.2018) — за великий внесок у розвиток вітчизняної культури і мистецтва, багаторічну плідну діяльність
- Почесний приз «Кінотавра» «За внесок у російський кінематограф» — за трепетність таланту і чарівну жіночність (02.06.2018)[3]

## Фільмографія
- «Отелло» (1955, Дездемона)
- «Звичайна людина» (1956, Кіра)
- «Неповторна весна» (1957, Клавдія Миколаївна Новожилова)
- «Поєдинок» (1957, Олександра Петрівна Ніколаєва)
- «Йшли солдати...» (1958, дама у ресторані (немає в титрах))
- «Білі ночі» (1959, герцогиня)
- «Аннушка» (1959, Аннушка)
- «Зорі назустріч» (1959, Софія Олександрівна Савич)
- «Сергійко»/рос. «Серёжа» (1960, Мар'яна, мати Сергія)
- «Суд божевільних» (1961, Сузі Хаггер)
- «Білі ночі» (1961, герцогиня)
- «Я крокую по Москві» (1963, Надія, дама з парасолькою)
- «Співробітник НК» (1963, Тверська)
- «Тридцять три» (1965, Віра Федорівна, лікарка-психіатриня)
- «Війна і мир» (1967, Елен Курагіна, в шлюбі Безухова)
- «Зигзаг удачі» (1968, Лідія Сергіївна)
- «Ватерлоо» (1970, Марія)
- «Людина в прохідному дворі» (1971, Клавдія Юшкова, дружина вбитого)
- «П'ятдесят на п'ятдесят» (1972, Барбара Кідс, секретар Понса)
- «Мовчання доктора Івенса» (1973, Евелін)
- «Зовсім безнадійний» (1973, вдова Дуглас)
- «Людина в штатському» (1973, Ізольда, баронеса Остен-Фельзен)
- «Такі високі гори» (1974, Ліза Піменова)
- «Любов земна» (1974, Ліза, дружина Анісімова)
- «Вибір мети» (1974, Марина Дмитрівна Курчатова)
- «Концерт для двох скрипок» (1975, Кіра Вікторівна)
- «Вони воювали за Батьківщину» (1975, старша медсестра)
- «Степ» (1977, графиня Драницька)
- «Молодість з нами» (1978, Шувалова Серафіма Антонівна, вчена, професорка, докторка наук)
- «Оксамитовий сезон» (1978, місіс Бредвері; CCCP—Швейцарія)
- «Отець Сергій» (1978, дама на балу)
- «Мій тато — ідеаліст» (1980, мати Бориса)
- «Дорогі мої москвичі» (1981, ведуча телеклубу «Москвичка»)
- «Гарно жити не заборониш» (1982, Анна Павлівна)
- «Червоні дзвони. Фільм 2. Я бачив народження нового світу» (1982, графиня Паніна)
- «Ти мій захват, моє мучіння...» (1983, Ірина Тарнопольська)
- «Мері Поппінс, до побачення» (1983, місіс Кеті Ларк, сусідка Бенксів і власниця пекінеса Едуарда (він же Едді)
- «Час і сім'я Конвей» (1984, Мейджі через двадцять років)
- «Ти мій захват, моє мучіння...» (1983, Ірина Тарнопольська)
- «Борис Годунов» (1986, господиня корчми)
- «Обличчям до обличчя» (1986, Софі Клер)
- «Одного разу збрехавши…» (1987, Анна Іванівна, мати Олександра)
- «Загадковий спадкоємець» (1987, Поліна Андріївна Батистова)
- «Осінь, Чертаново...» (1988, мати Ірини)
- «Зачарований мандрівник» (1990, графиня)
- «Привиди зеленої кімнати» (1991, Пауліна Фрезерс)
- «Біси» (1992, Варвара Петрівна, мати Ставрогіна)
- «Тихий Дон» (1992—2006, т/с, Василиса Іллівна; Велика Британія—Італія—Росія)
- «Маленький боєць» (1998, Ірина Сигізмундівна, бабуся Василя)
- «Заздрість богів» (2000, Юлія Аполінарьевна, мати Соні)
- «Зорка Венера» (2000, бабуся Василя)
- «Жіноча логіка-1» (2001, Свєта Боброва)
- «Спадкоємиці» (2001, Галина, колишня дружина Іваницького)
- «Не звикайте до чудес...» (2003, мати Ольги)
- «Інша жінка, інший чоловік» (2003, Анна Юріївна)
- «Щастя ти моє» (2005, Євгенія Леонардовна, мати Нетребіна)
- «Чорний принц» (2005, Росія—США; бабуся)
- «Спека» (2006, господарка квартири)
- «Сімейна вечеря» (2006, Ксенія Василівна, мати Ірини)
- «Жіноча логіка-5» (2006, т/с, Свєта Боброва)
- «Темний інстинкт» (2006, Олена Олександрівна, подруга Марини, бабуся Мещерського)
- «Артистка» (2007, Варвара Хомівна, мати Вікентія)
- «ДАІшники» (Аварія. Фільм № 4) (2008, старенька; Росія—Україна)
- «Залюднений острів» (2008, бабуся)
- «...у стилі JAZZ» (2010, колишня теща Сергія)
- «Золото» (2012, Тетяна Брагіна)
- «Біла гвардія» (2012, т/с, Марія Францівна Най-Турс, мати Фелікса)
- «Синдром дракона» (2012, т/с, Маргарита Петрівна, сусідка Запорожця; Росія—Україна)
- «Таємниця темної кімнати» (2014)
- «Небезпечні канікули» (2016, Тонечка)

В українських кінострічках:
- «Іван Франко» (1956, Людвика)
- «Схованка біля Червоних каменів» (1972, т/ф, 4 с, Анна Блоу)
- «Овід» (1980, т/ф, 3 с)
- «Привиди зеленої кімнати» (1991)